# Petaluridae

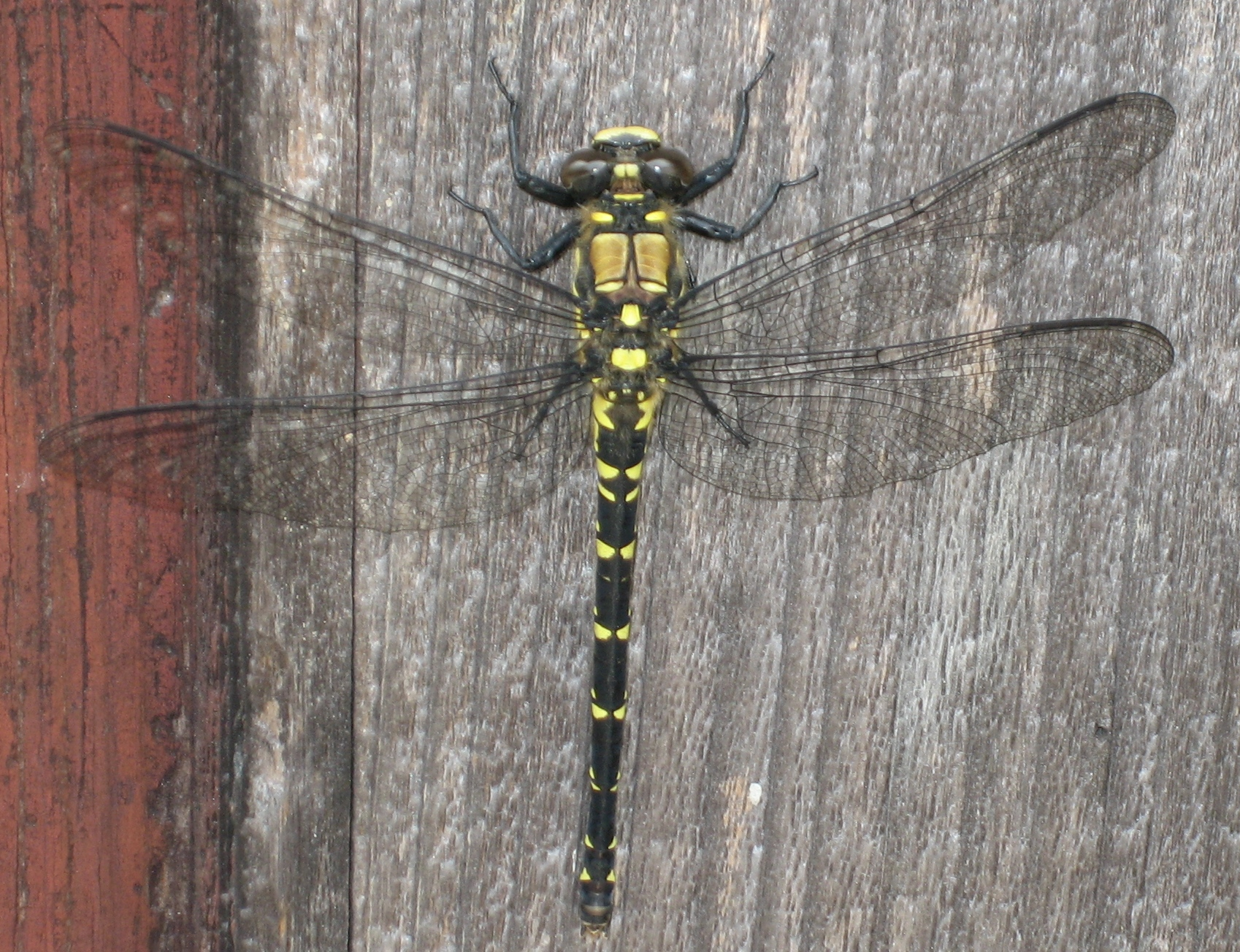
Tanypteryx pryeri

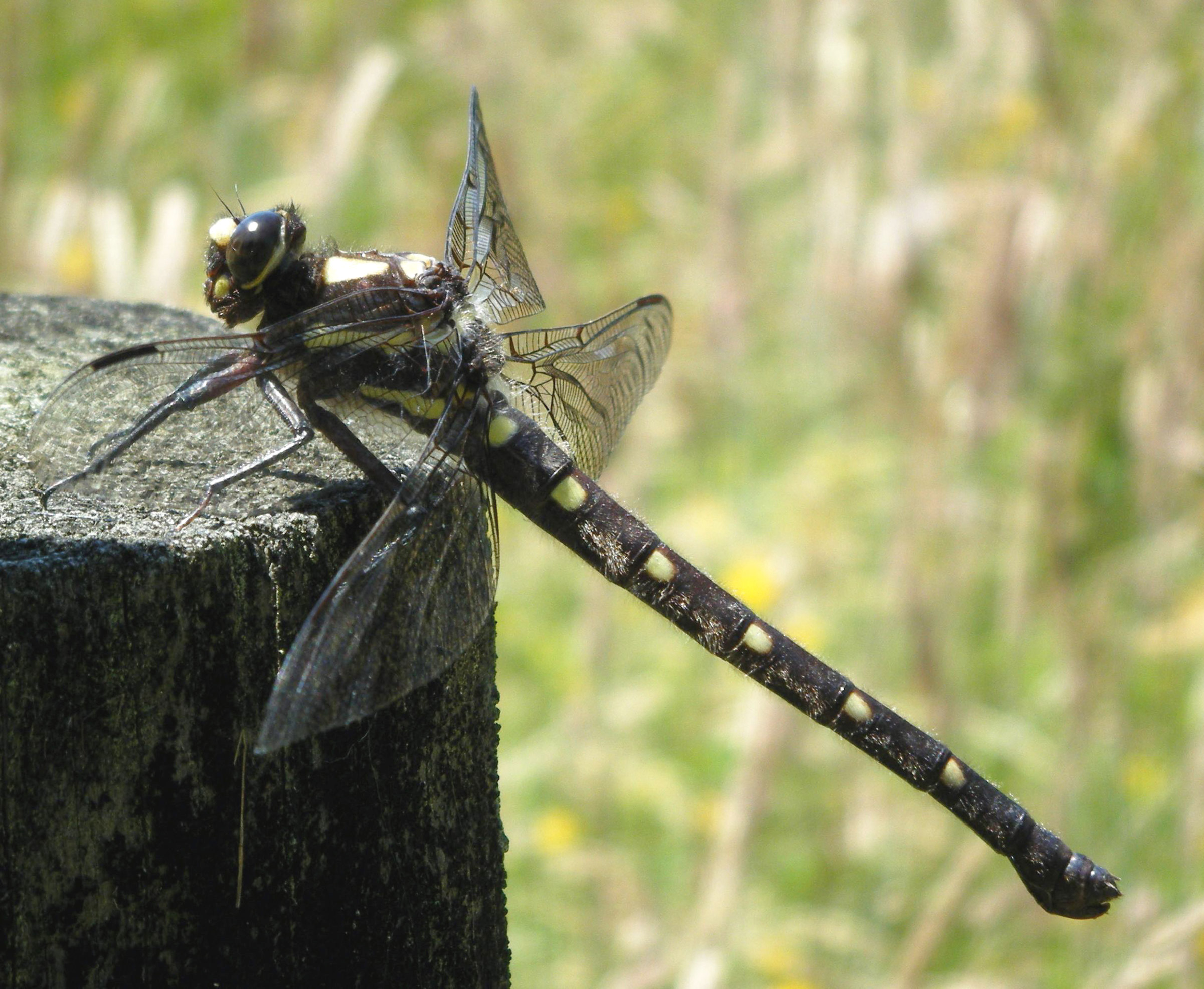
Uropetala carovei

Petaluridae  (лат.) — реликтовое семейство стрекоз (Aeshnoidea, Anisoptera). Австралия, Новая Зеландия, Северная и Южная Америка и Япония. Наиболее примитивное семейство современных стрекоз.
Ископаемые виды известны с юрского периода (190 млн лет).
Включает крупных представителей, таких как Petalura ingentissima (до 16 см в размахе крыльев) и Petalura gigantea (более 12 см), чьи личинки живут на дне болот до 10 и возможно более лет. Вид Petalura gigantea находится на грани вымирания и включён в список охраняемых видов Нового Южного Уэльса (NSW Threatened Species Conservation Act)
.

## Классификация
5 родов и около 10 видов:
- Petalura Leach, 1815
  - Petalura gigantea Leach, 1815
  - Petalura hesperia Watson, 1958
  - Petalura ingentissima Tillyard, 1908
  - Petalura litorea Theischinger, 1999[6]
  - Petalura pulcherrima Tillyard, 1913
- Phenes Rambur, 1842
  - Phenes raptor Rambur, 1842 [syn. Phenes raptor centralis Jurzitza, 1989]
- Tachopteryx Uhler in Selys, 1859
  - Tachopteryx thoreyi (Hagen in Selys, 1858) [syn. Uropetala thoreyi Selys, 1858]
- Tanypteryx Kennedy, 1917
  - Tanypteryx hageni (Selys, 1879) [syn. Tachopteryx hageni Selys, 1879]
  - Tanypteryx pryeri (Selys, 1889) [syn. Tachopteryx pryeri  Selys, 1889]
- Uropetala Selys, 1858
  - Uropetala carovei (White, 1846) [syn. Petalura carovei White, 1846]
  - Uropetala chiltoni Tillyard, 1921